# Glaube Feitosa
Glaube Feitosa (nació el 9 de abril de 1973) es un ex-kickboxer brasileño y practicante del karate kyokushin que ha competido en K-1. En 2005 ganó el K-1 World Grand Prix 2005 en Las Vegas y fue finalista del K-1 World Grand Prix 2005. Mientras vivió en Tokio entrenó y peleó en el IKO1 Kyokushin - Team Ichigeki en el Ichigeki Plaza.

## Títulos
- 2005 K-1 World Grand Prix Subcampeón
- 2005 K-1 World Grand Prix en Las Vegas Campeón
- 2005 MVP en la Copa Mundial Kyokushin de París
- 2003 N.º 4 en el 8.º Campeonato Mundial de Kyokushin
- 1999 N.º 4 en el 7.º Campeonato Mundial de Kyokushin
- 1997 2.º en el Campeonato Mundial de Karate-do - Peso pesado
- 1997 Copa Karate-do de América Campeón
- 1997 Karate-do Sudamérica Campeón
- 1997 Karate-do Brasil Campeón
- 1996 Karate-do Brasil Campeón
- 1995 N.º 8 en 6.º Campeonato del Abierto Mundial de Kyokushin

- Datos: Q1148089